# Philippe Pradal
Pour les articles homonymes, voir Pradal.
Philippe Pradal, né le 1er février 1963 à Nice, est un homme politique français, maire de Nice de 2016 à 2017 et député de 2022 à 2024.

## Biographie

### Jeunesse
Philippe Pradal naît à Nice le 1er février 1963. Il fait toute sa scolarité à Nice au collège Sasserno puis au lycée Stanislas et possède un DEA de droit public. Entre 1986 et 1989, il est secrétaire général du syndicat intercommunal Beuil-Péone aux côtés de Charles Ginesy. Il est titulaire d'un diplôme d'expert-comptable et de commissaire aux comptes.

### Carrière politique
Il adhère au RPR.
En mars 2008, il figure en 37e position sur la liste de Christian Estrosi, candidat UMP à la mairie de Nice ; et à la suite de la victoire de ce dernier, il devient conseiller municipal subdélégué aux comptes publics.
En septembre 2013, il devient président de la régie de transports publics Lignes d'Azur
Le 28 août 2013, Philippe Pradal est désigné pour succéder au premier adjoint, Benoît Kandel auquel le maire a retiré ses délégations le jour-même,,. Le 3 septembre suivant, il est élu premier adjoint au maire lors d'un conseil municipal extraordinaire,,.
En mars 2014, il figure en 5e position sur la liste du maire sortant. Il est réélu et retrouve son poste de premier adjoint au maire délégué aux finances, à la sécurité, aux travaux, aux transports, au stationnement, à l'administration générale, à la réglementation des taxis, au suivi du projet sang neuf, à la réalisation de la ligne 2 du tramway, à la voirie et aux professions libérales.
D'avril 2014 à juin 2020, Philippe Pradal est le président de la commission des finances et ressources humaines de la Métropole.
À la suite de son élection à la présidence du conseil régional de Provence-Alpes-Côte d'Azur, Christian Estrosi, touché par le cumul des mandats,, démissionne de ses mandats de député et de maire,,. Il annonce qu'il cède son écharpe et son fauteuil de maire à Philippe Pradal, et qu'il devient le 1er adjoint de celui-ci,. Cependant, l'omniprésence médiatique de Christian Estrosi après l'attentat de Nice du 14 juillet 2016 conduisent à des critiques, certains voyant en Philippe Pradal une « marionnette » de son prédécesseur.
Il soutient Nicolas Sarkozy pour la primaire présidentielle des Républicains de 2016.
Le 8 mai 2017, au lendemain du deuxième tour de l'élection présidentielle, Christian Estrosi annonce la démission de Philippe Pradal de son mandat de maire, dans l'optique de « redevenir le maire de Nice ». Estrosi est officiellement élu maire de Nice le 15 mai 2017, par 55 voix sur 57, cependant Pradal redevient premier adjoint.
En novembre 2018, il est élu président de l'agence de développement économique des Alpes-Maritimes, Team Côte d'Azur.
En juin 2020, Philippe Pradal est réélu sur la liste de Christian Estrosi lors des élections municipales niçoises. Il devient troisième adjoint au maire de Nice chargé des finances, aux ressources humaines, de la mobilité et des bâtiments communaux. Plus tard, il est désigné président délégué aux Finances, aux Ressources Humaines et aux Transports métropolitains de la Métropole Nice Côte d'Azur.
Aux élections législatives de 2022, il est candidat de la majorité présidentielle dans la troisième circonscription des Alpes-Maritimes, investi par le parti Horizons. Il est élu au second tour face à la candidate de la NUPES.
À la suite de la dissolution de l'Assemblée nationale, il est candidat à sa réélection aux élections législatives de 2024. Arrivé en troisième position derrière les candidats du RN et du NFP, il décide de retirer sa candidature au second tour pour faire barrage à l'extrême-droite.

### Condamnation
À la suite du signalement du 11 décembre 2015 d'Anticor 06 auprès du procureur de la République de Nice pour avoir fait accorder le 20 décembre 2012, en qualité de conseiller municipal subdélégué aux comptes publics et membre de la commission des finances de la ville, par le conseil municipal de Nice à l’association « Centre culturel et diaconie de Saint-Pierre d’Arène » un bail de 18 ans à titre gracieux un local de 1 400 m2 ainsi qu'une subvention de 1,5 million d’euros alors qu'il en était trésorier. Le premier adjoint au maire de Nice a été condamné le 11 octobre 2019 par le tribunal correctionnel de Nice pour prise illégale d’intérêts à 50 000 € d’amende, dont 25 000 € avec sursis.

### Vie privée
Il est père de trois filles.

### Distinctions
- juillet 2017 :  Chevalier de la Légion d'honneur[28]